# Lycophotia occidentalis
Lycophotia occidentalis là một loài bướm đêm trong họ Noctuidae.